# Salamnunggal (Cibeber)
Salamnunggal is een bestuurslaag in het regentschap Cianjur van de provincie West-Java, Indonesië. Salamnunggal telt 4556 inwoners (volkstelling 2010).